# جدا اما برابر (فیلم)
جدا اما برابر (انگلیسی: Separate but Equal) یک فیلم به کارگردانی جرج استیونز جونیور است که در سال ۱۹۹۱ منتشر شد. از بازیگران آن می‌توان به گراهام بکل و گلوریا فاستر اشاره کرد.
این فیلم جایزه امی ساعات پربیننده برای مجموعه تلویزیونی کوتاه یا فیلم تلویزیونی شده‌است.